# فتحة إخفاء التداخل

فتحة اخفاء التداخل (بالإنجليزية: Aperture masking interferometry)‏ هو شكل من التصوير البقعي، وهي عالية الوضوح والتباين وموجودة في مقراب جيمس ويب الفضائي. طُورت هذه التقنيَّة من قبل عالم الفلك جون إي بالدوين.